# Babei, Cetatea Albă
Babei (în ucraineană Підгірне, transliterat: Pidhirne) este un sat în comuna Cazaci din raionul Cetatea Albă, regiunea Odesa, Ucraina.

## Demografie
Componența lingvistică a comunei Babei
     Ucraineană (94,72%)
     Română (2,48%)
     Rusă (1,71%)
     Alte limbi (0,16%)
Conform recensământului din 2001, majoritatea populației comunei Babei era vorbitoare de ucraineană (94,72%), existând în minoritate și vorbitori de română (2,48%) și rusă (1,71%).